# 白沙乡 (舟山市)
白沙乡是中华人民共和国浙江省舟山市普陀区一个已撤销的乡，2013年8月29日，舟山市人民政府批复同意撤销白沙乡，将其所辖行政区域划归朱家尖街道。